# Triumph Modellen NM en CA
De Triumph Modellen NM en CA waren 350cc-motorfietsen die het Britse merk Triumph van 1931 tot 1933 produceerde. Ze kenmerkten zich door de sloper-motor met vooroverhellende cilinder. 

## Voorgeschiedenis
Triumph stapte laat in de mode van de sloper-motoren met vooroverhellende cilinder, die al in 1927 door BSA werd ingeluid met de BSA S27 Special Sports OHV. Pas in 1930 bracht men het 550cc-Triumph Model NSD De Luxe met sloper-motor uit. De 350cc-modellen van de Model C-serie hadden nog rechtop staande cilinders, maar waren wel vernieuwd door de ontstekingsmagneet achter de cilinder te plaatsen, waardoor het motorblok compacter werd. het Triumph Model CO was in 1929 de eerste 350cc-kopklepper van Triumph. Deze machine had de door Vic Horsman ontwikkelde cilinderkop met twee kleppen, maar nog een olietank voor de dry-sump-smering. De verkoop leed onder de depressie, maar ook onder het feit dat de machine vanwege het goedkope modulaire ontwerp hetzelfde frame, spatborden etc. dan de 500cc-modellen had. Daardoor was het eigenlijk te zwaar voor het geleverde vermogen, zeker in vergelijking met concurrerende merken. 

## Modellen NM en CA
In 1931 verscheen er een flink scala aan slopermotoren: de 250cc-kopklepmodellen 
WO en WA, de 350cc-zijklepper Model WL, het 500cc-Model NT en het 350cc-kopklep-Model NM. Deze opvolger van het Model CO had behalve de sloper-motor ook een apart compartiment aan de voorkant van het carter waar de smeerolie inzat. De olietank maakte plaats voor een kastje voor het boordgereedschap. De machine had ook de in 1930 geïntroduceerde "Triumph Patent Clean Bar" waarbij de kabels door het stuur geleid waren. Dat was mogelijk door de manettes te vervangen door twistgrips voor het gas en de voorontsteking. Ook kreeg ze een afdekking aan de rechterkant van het motorblok, waar alleen de kickstarter, de voetsteun en het rempedaal doorheen staken. In 1932 volgde de sportversie, het Triumph Model CA. Dit model had twee upswept pipes en om gewicht te sparen ontbrak het deksel aan de rechterkant van het motorblok. 

### Motor
Behalve het sloper-ontwerp en het oliecompartiment in het carter week de motor op meer punten af van het Model CO. De boring en de slag waren gewijzigd van 72 × 85,5 mm naar 70 × 89 mm, waardoor de cilinderinhoud op 342,5 cc kwam. De olie voor het dry-sumpsysteem zat in een eigen deel van het carter, waardoor de olieleidingen ook niet meer zichtbaar waren. De stoterstangen zaten rechts en bedienden met afgedekte tuimelaars de beide kleppen met buitenliggende klepveren. De ontsteking werd verzorgd door een magdyno die aan de linkerkant van het blok werd aangedreven. De carburateur was vrijwel zeker een Amal. De beide modellen hadden een dubbele (Twin Port of Two Port) uitlaatpoort, die technisch geen functie had, maar die ervoor zorgde dat de machines met twee uitlaten een symmetrisch achteraanzicht hadden. De uitlaten het Model NM waren voorzien van Brooklands can-uitlaatdempers. 

### Transmissie
Aan de linkerkant van de krukas zaten de tandwielen voor de aandrijving van de magdyno en de primaire ketting. De dreef de meervoudige natte plaatkoppeling en de drieversnellingsbak aan. Tegen bijbetaling konden klanten ook voor vier versnellingen kiezen. De kettingaandrijving naar het achterwiel was ten opzichte van het Model CO ook veranderd: ze zat nu aan de linkerkant. 

### Rijwielgedeelte
Het rijwielgedeelte bestond uit het vertrouwde open brugframe, met lussen voor de montage van een zijspan. De voorvork was een webb-type Triumph-vork zonder veerdemping, maar met een frictie-stuurdemper. Achtervering was er niet. Beide wielen hadden trommelremmen. 

### Uitrusting
De machines waren standard uitgerust met een elektrische installatie van Lucas Industries, die bestond uit verlichting en de magdyno die als ontstekingsmagneet en dynamo dienst deed. Voor het instrumentenpaneel moest extra worden betaald. Dit bevatte een ampèremeter, lichtschakelaar, dim- en grootlichtschakelaar. Het bood ook ruimte aan de inbouw van een klok, waarschijnlijk de "eight day clock", die na acht dagen moest worden opgewonden.

## Afbeeldingen
(van het 500cc-Model NT, uiterlijk identiek aan het Model NM)

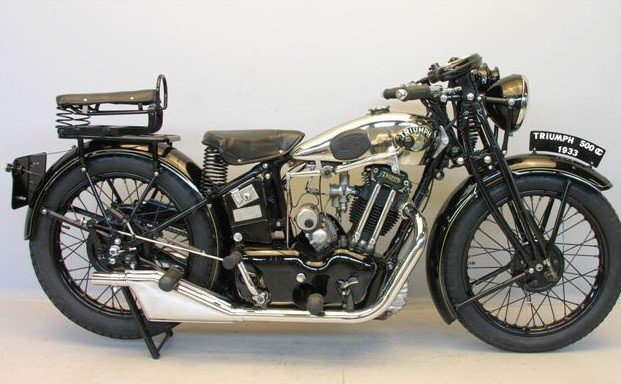
Ondanks de economische crisis kregen de Triumph-motoren een vernikkelde tank en twee brooklands can-uitlaten.
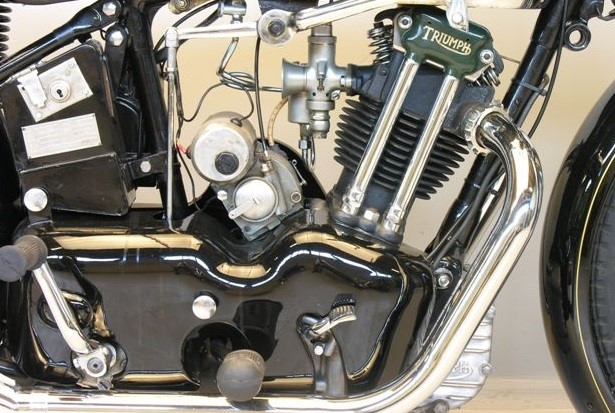
De rechterkant van het motorblok met de hellende cilinder met stoterstangen, de carburateur, de magdyno, het deksel over carter en versnellingsbak waar alleen het rempedaal, de voetsteun en de kickstarter doorheen steken.
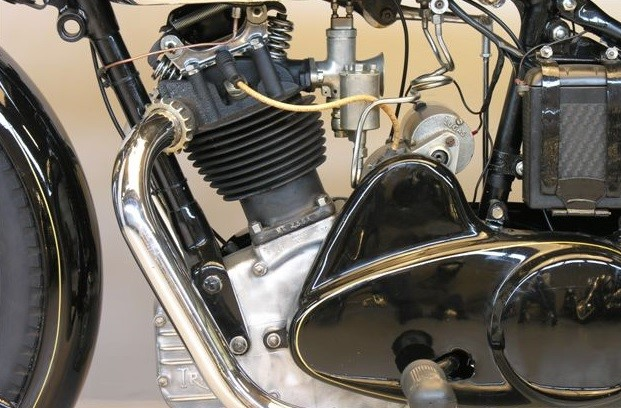
De linkerkant van het motorblok met de buitenliggende klepveren en het deksel van de primaire transmissie. In de "bult" zat de aandrijving van de magdyno. Linksonder is het oliecompartiment van het carter zichtbaar. Linksboven een van de lussen voor de aansluiting van een zijspan.
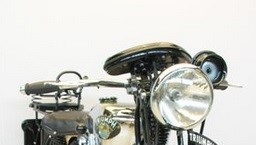
De Triumph Patent Clean Bar zonder zichtbare kabels maar met het (optionele) instrumentenpaneel.

## Trivia

### Triumph Patent Clean Bar
De Triumph Patent Clean Bar, het kabelvrije stuur waarbij de manettes waren vervangen door twistgrips en de kabels door het stuur liepen, werd aanvankelijk goed ontvangen door het publiek. Maar wie te maken kreeg met kabelbreuk of een afgebroken nippel in een donkere, regenachtige nacht had toch echt liever buitenliggende en bereikbare kabels gehad. Zelfs dan was het al lastig genoeg om de reparatie uit te voeren.